# فرودگاه کریتمسته
فرودگاه کریتمسته (به انگلیسی: Kristianstad Airport) یک فرودگاه همگانی با کد یاتا KID است که یک باند فرود آسفالت دارد و طول باند آن ۲۲۱۵ متر است. این فرودگاه در شهر کریتمسته کشور سوئد قرار دارد و در ارتفاع ۱۰ متری از سطح دریا واقع شده‌است.

## شرکت‌های هواپیمایی و مقصدهای پروازی
| شرکت‌های هواپیمایی                    | مقصدهای پروازی                   |
| ------------------------------------ | -------------------------------- |
| سپاروو اوییشن اجرا توسط Amapola Flyg | استکهلم-آرلاندا                  |
| کرندون ایرلاینز                      | فصلی: آنتالیا                    |
| اسکنجت                               | فصلی: رییکا، کاتانیا-فونتاناروسا |